# Sidi Makhlouf
Sidi Makhlouf (în arabă سيدي مخلوف) este o comună din provincia Laghouat, Algeria.
Populația comunei este de 12.292 de locuitori (2008).